# Контакт (фильм, 1981)
«Контакт» — советский двухсерийный телевизионный художественный фильм режиссёра Юнуса Юсупова, снятый по заказу Гостелерадио СССР на киностудии «Таджикфильм» в 1981 году.

## Сюжет
В основе сюжета фильма — реальные события, происходившие на строительстве Нурекской ГЭС, где родилась новая форма социалистического соревнования «Рабочая эстафета». Поставки оборудования для ГЭС временно приостановлены. Высококвалифицированных монтажников используют на подсобных работах.

## В ролях
| Актёр                                    | Роль                                                      |
| ---------------------------------------- | --------------------------------------------------------- |
| Виктор Чеботарёв                         | бригадир на строительстве Нурекской ГЭС Констатин Дёмкин  |
| Зарина Кабилова                          | Мавлюда                                                   |
| Ато Мухамеджанов                         | Саид-ака                                                  |
| Раджабали Хусейнов                       | Бегов                                                     |
| Марат Хасанов                            | Дамир                                                     |
| Валерий Захарьев                         | Игорь                                                     |
| Роман Громадский                         | Федоров                                                   |
| Махамадали Мухамадиев                    | Акрам                                                     |
| Хамза Умаров                             | Сангов                                                    |
| Юнус Юсупов                              | Саидмурадов                                               |
| Людмила Алёхина                          | жена Дамира                                               |
| Аслан Рахматуллаев                       | Далер                                                     |
| Абдульхайр Касымов                       | Тахир-ака                                                 |
| Толиб-хон Шахиди                         | аспирант                                                  |
| Виктория Духина                          | мать Кости                                                |
| Сороджон Сабзалиева                      | заправщица                                                |
| Дмитрий Шилко                            | директор турбинного завода Григорий Иванович              |
| Василий Высовень (в титрах — В.Висовень) | директор трансформаторного завода Игнат Петрович Левченко |
| Курбан Шарипов                           | аксакал                                                   |
| Моисей Василиади                         | водитель в Свердловске                                    |
| Савринисо Сабзалиева                     | секретарь                                                 |
| Гульсара Абдуллаева                      | мама Мавлюды                                              |
| Саидмурад Марданов                       | участник совещания                                        |
| Мушарафа Касымова                        | бабушка Мавлюды                                           |

## Съёмочная группа
- Автор сценария — Леонид Махкамов
- Режиссёр-постановщик — Юнус Юсупов
- Операторы-постановщики: Рустам Мухамеджанов
- Композитор — Толиб-хон Шахиди

## Песни, прозвучавшие в фильме
- «Я вспоминаю» Юрий Антонов
- «Малиновка» ВИА Верасы